# Cap Cruz
Le Cap Cruz, (espagnol : Cabo Cruz), est un cap qui forme l'extrémité occidentale de la province de Granma, au sud de Cuba.

## Description
Le Cap Cruz est un cap qui forme l'extrémité occidentale de la province de Granma, au sud de Cuba. Il s'étend dans la mer des Caraïbes et marque la frontière orientale du Golfe de Guacanayabo. Le Cap Cruz est situé sur le territoire de la municipalité de Niquero et fait partie du Parc national Desembarco del Granma.
La pointe sud du Cap Cruz est signalée par le  phare du cap Cruz d'une hauteur de 32 mètres. La construction du phare a commencé, en 1862, et a été terminée en 1871. Le phare a une hauteur de 32 mètres (105 pieds), une hauteur focale de 34 mètres (112 pi). Son feu maritime émet un éclair blanc toutes les cinq secondes (Fl. (1) 5 s).